# Nobuo Satō

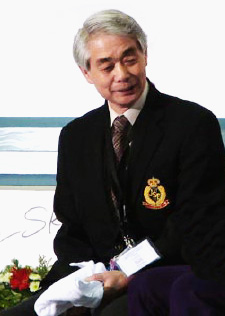
Nobuo Satō

Nobuo Satō, född den 3 januari 1942 i Osaka, Japan, är en japansk konståkare och coach. Han är tiofaldig japansk mästare i konståkning och representerade Japan i vinter-OS 1960 och 1964. Hans bästa internationella placering är en fjärdeplats vid VM 1965. I januari 2010 nominerades han till World Figure Skating Hall of Fame.

## Höjdpunkter i karriären
| Evenemang                           | 1955-56 | 1956-57 | 1957-58 | 1958-59 | 1959-60 | 1960-61 | 1961-62 | 1962-63 | 1963-64 | 1964-65 | 1965-66 |
| ----------------------------------- | ------- | ------- | ------- | ------- | ------- | ------- | ------- | ------- | ------- | ------- | ------- |
| Olympiska vinterspelen              |         |         |         |         | 14th    |         |         |         | 8th     |         |         |
| VM i konståkning                    |         |         |         |         | 12th    |         | 10th    | 10th    | 8th     | 4th     | 5th     |
| Japanska mästerskapen i konståkning | 3rd     | 1st     | 1st     | 1st     | 1st     | 1st     | 1st     | 1st     | 1st     | 1st     | 1st     |
| Winter Universiade                  |         |         |         |         | 2nd     |         |         |         | 2nd     |         | 1st     |

## Tränarkarriären
Nobuo Sato är en av de mest framgångsrika konståkningstränarna i Japan och har bland annat haft följande framgångsrika adepter:
- Miki Ando
- Shoko Ishikawa
- Hirokazu Kobayashi
- Takahiko Kozuka
- Yukari Nakano
- Yuka Sato
- Wun-Chang Shih
- Fumie Suguri

## Familj
Nobuo Sato är gift med Kumiko Okawa. Deras dotter Yuka Sato vann VM i konståkning 1994. 